# اچ‌ام‌اس زبرا (آر۸۱)
اچ‌ام‌اس زبرا (آر۸۱) (به انگلیسی: HMS Zebra (R81)) یک کشتی بود که طول آن ۳۶۲ فوت ۹ اینچ (۱۱۰٫۵۷ متر) بود. این کشتی در سال ۱۹۴۴ ساخته شد.